# Brett Pitman
Brett Douglas Pitman (* 31. Januar 1988 in Saint Helier) ist ein in Jersey geborener britischer Fußballspieler, der aktuell bei den Bristol Rovers unter Vertrag steht.

## Karriere

### Vereine
Pitman begann seine Karriere auf Jersey beim dort ansässigen St. Paul’s F.C. Im Alter von 17 Jahren wechselte er 2005 in die Jugendabteilung des AFC Bournemouth in die dritte englische Liga. Dort debütierte er am 27. August 2005 für die erste Mannschaft beim 2:1-Auswärtssieg gegen Bradford City, als er in der 88. Spielminute für Dani Rodrigues eingewechselt wurde. Beim 1:1 gegen den FC Blackpool am 18. Februar 2006, dem 34. Spieltag der Saison 2005/06, erzielte er seinen ersten Treffer für die Profis, nachdem er in den vorangegangenen Spielen zu vereinzelten Einsätzen gekommen war. In den folgenden Saisons entwickelte er sich mehr und mehr zum Stammspieler beim AFC Bournemouth. Nach seiner erfolgreichsten Saison 2009/10, in der er in 46 Spielen 26 Tore für Bournemouth erzielt hatte, und nachdem ihm in den ersten drei Spielen der Saison 2010/11 bereits drei Tore gelungen waren (ein Hattrick beim 5:1-Sieg gegen Peterborough United am 14. August 2010), wechselte er in die zweite englische Liga zu Bristol City. Die Ablöse wurde auf circa eine Million Pfund Sterling geschätzt.
Obwohl er bei Bristol relativ erfolgreich und in seiner ersten Saison sogar der Topscorer seiner Mannschaft war, wurde er später immer weniger eingesetzt. Um Spielpraxis zu sammeln, wurde er 2012 zurück an Bournemouth verliehen, die ihn zur Saison 2013/14 wieder fest verpflichteten. Dort kam er wieder regelmäßiger zum Einsatz und trug in der Saison 2014/15 mit 13 Treffern in 34 Spielen wesentlich zum ersten Aufstieg des AFC Bournemouth in die englische Premier League bei. Gleichwohl ging Pitman nicht mit seinem Verein in die erste Liga, sondern wechselte zum Zweitligisten Ipswich Town. Von 2017 bis 2020 spielte er in der dritten Liga beim FC Portsmouth, für den er in der EFL League One 2017/18 mit 24 Treffern zweitbester Torschütze der dritten Liga wurde.
Am 4. September 2020 wechselte der vereinslose Pitman zum Drittliga-Aufsteiger Swindon Town und unterschrieb einen Einjahresvertrag. Nach elf Toren in der Saison 2020/21 erfolgte Ende Juli 2021 ein weiterer Vereinswechsel zum Viertligisten Bristol Rovers.

### Nationalmannschaft
Pitman wurde auf Jersey geboren und tritt für die „Nationalauswahl“ der Insel an. Da die Fußballauswahl von Jersey weder Mitglied der UEFA noch der FIFA ist, trägt sie keine offiziellen Länderspiele aus, sondern meistens Partien gegen andere Kanalinseln. So absolvierte Pitman einige Spiele für Jersey bei den alle zwei Jahre stattfindenden Island Games.